# 費爾布拉夫 (北卡羅萊納州)
費爾布拉夫（英語：Fair Bluff）是一個位於美國北卡羅萊納州哥倫布縣的城鎮。

## 人口
根據2020年美國人口普查的數據，費爾布拉夫的面積為6.11平方千米，皆為陸地。當地共有人口709人，而人口密度為每平方千米116人。